# いび川農業協同組合
いび川農業協同組合（いびがわのうぎょうきょうどうくみあい）は、岐阜県揖斐郡揖斐川町に本店を置く農業協同組合。
岐阜県揖斐郡（揖斐川町、大野町、池田町）の3町を管轄する。略称はJAいび川。
1994年（平成6年）に揖斐郡の3つの農協（揖斐郡農業協同組合、美濃大野農業協同組合、美濃池田町農業協同組合）が合併して結成された。

## 概要
- 本部所在地：岐阜県揖斐郡揖斐川町上南方15番地[1]
- 代表者：堀尾茂之（代表理事組合長）[1]
- 組合員数：15,088人（正組合員8,241人、准組合員6,847人）[1]
- 店舗（2021年4月1日現在）[2]
  - 本店：1
  - 支店・出張所・取次所：14
  - 直売所：4
  - 給油所：4
  - LPG：1
  - 自動車：2
  - 葬祭：2
  - 訪問介護・デイサービス：4
  - 食事処：2
  - 農機センター：1
  - 営農センター：6

## 沿革
- 1994年（平成6年）に揖斐郡の3つの農協（揖斐郡農業協同組合、美濃大野農業協同組合、美濃池田町農業協同組合）が合併して結成[1]。

## 主な取扱品目
- 農畜産物[3]
  - 穀物：米、麦、大豆
  - 野菜：アスパラガス、カボチャ、夏秋ナス、キャベツ、タマネギ、美濃いび茶（揖斐茶）
  - 果樹：梅、柿、いちご
  - 花き：小菊